# Orgilus pratensis
Orgilus pratensis är en stekelart som beskrevs av Muesebeck 1970. Orgilus pratensis ingår i släktet Orgilus och familjen bracksteklar. Inga underarter finns listade i Catalogue of Life.